# Liste der Monuments historiques in Villers-le-Sec (Meuse)
Die Liste der Monuments historiques in Villers-le-Sec führt die Monuments historiques in der französischen Gemeinde Villers-le-Sec auf.

## Liste der Objekte
| Bezeichnung                           | Beschreibung | Standort                         | Kennzeichnung | Schutzstatus | Datum | Bild |
| ------------------------------------- | --- | -------------------------------- | ------------- | ------------ | ----- | ---- |
| Skulptur Heilige Libaria              | Stein, farbig gefasst, Ende des 17. Jahrhunderts                                                                    | in der Kirche Ste-Libaire (Lage) | PM55002539    | Inscrit      | 2001  |      |
| Relief Martyrium der heiligen Libaria | Stein, farbig gefasst, 18. Jahrhundert                                                                              | in der Kirche Ste-Libaire (Lage) | PM55002542    | Inscrit      | 1994  |      |
| Marienaltar                           | Altartisch, Retabel und Skulptur Madonna mit Kind; Kalkstein, farbig gefasst und vergoldet, 18. und 19. Jahrhundert | in der Kirche Ste-Libaire (Lage) | PM55002541    | Inscrit      | 2001  |      |
| Skulptur Heiliger Nikolaus            | Stein, farbig gefasst, 18. Jahrhundert                                                                              | in der Kirche Ste-Libaire (Lage) | PM55002540    | Inscrit      | 1998  |      |
| Skulptur Heiliger Claudius            | Stein, farbig gefasst, 18. Jahrhundert                                                                              | in der Kirche Ste-Libaire (Lage) | PM55002543    | Inscrit      | 2000  |      |